# Hydroglyphus speculum
Hydroglyphus speculum är en skalbaggsart som först beskrevs av Bruneau de Miré och Legros 1963.  Hydroglyphus speculum ingår i släktet Hydroglyphus och familjen dykare. Inga underarter finns listade i Catalogue of Life.